# ایستگاه راه‌آهن میانه
ایستگاه راه‌آهن میانه یک ایستگاه در شهر میانه است. این ایستگاه در ۴ اردیبهشت ماه سال ۱۳۳۵ با ورود اولین قطار به این ایستگاه افتتاح شد.
ایستگاه میانه به خط راه‌آهن تهران-تبریز و خط راه‌آهن میانه-اردبیل متصل است. این ایستگاه یکی از تشکیلاتی ترین ایستگاه های راه آهن کشور است و یکی از اصلی ترین و مهم ترین ایستگاه قطار در منطقه ریلی شمال غرب کشور می باشد، در حومه شهر واقع شده و ۶ کیلومتر با مرکز شهر فاصله دارد.